# Brevipalpus lochmius
Brevipalpus lochmius är en spindeldjursart som beskrevs av Pritchard och Baker 1958. Brevipalpus lochmius ingår i släktet Brevipalpus och familjen Tenuipalpidae. Inga underarter finns listade.